# Gynoplistia (Gynoplistia) cyanoceps
Gynoplistia (Gynoplistia) cyanoceps is een tweevleugelige uit de familie steltmuggen (Limoniidae). De soort komt voor in het Australaziatisch gebied.